# پروانه شیشه‌ای
پروانه شیشه‌ای یا پروانه بال‌شیشه‌ای (نام علمی:  Greta oto)، گونه‌ای از فرچه‌پایان، عضوی از زیرتیره شه‌پروانه‌ایان و از تبار و زیرتبار شه‌پروانه‌ایان ایثومینی است. نامی که برای این پروانه شایع است و رواج دارد به دلیل بال‌های شفاف و شیشه‌ای مانند این حشره است که مهمترین عامل در دیدگریزی و استتار پروانه شیشه‌ای محسوب می‌شود و در مناطق متکلم به زبان اسپانیایی با نام اسپه‌کیتوس (به معنای آیینه‌های کوچک) هم شناخته می‌شود. این پروانه به‌طور عمده در مناطق مرکزی و شمالی آمریکای جنوبی مشاهده می‌شود. از شمال تگزاس تا جنوب به محاذات انتهای کشور شیلی مکان پراکنش پروانه شیشه‌ای است. در حالی که بال‌های این پروانه و نوع خاص آنها گونه‌ای ظرافت را در ذهن تداعی می‌نماید، اما پروانه قادر است که با کمک این بال‌ها تا ۴۰ برابر وزن خود را حمل کند. پروانه شیشه‌ای به استثنای فرم جالب‌توجه بال‌ها، به‌خاطر رفتارهایی مانند مقوله مهاجرت و برپایی مداوم رفتار آمیزشی (رفتار نمایشی/رفتار میعادگاهی) هم شناخته شده‌است.
کرم‌های پیله‌ساز پروانه شیشه‌ای دارای اندامی سبز با نوارهای بنفش و قرمز روشن هستند و عموماً بر روی گیاهان سرده محبوبه شب یافت می‌شوند. کرم‌ها دارای شکل استوانه‌ای هستند در حالی که پشت آنها با رشته‌هایی شفاف و منعکس‌کننده پوشیده شده است و اساساً همین سازوکار جهات پیکان 
در آناتومی باعث می‌شود که کرم‌ها برای شکارچیان، چندان قابل رویت نباشند.

## نگارخانه

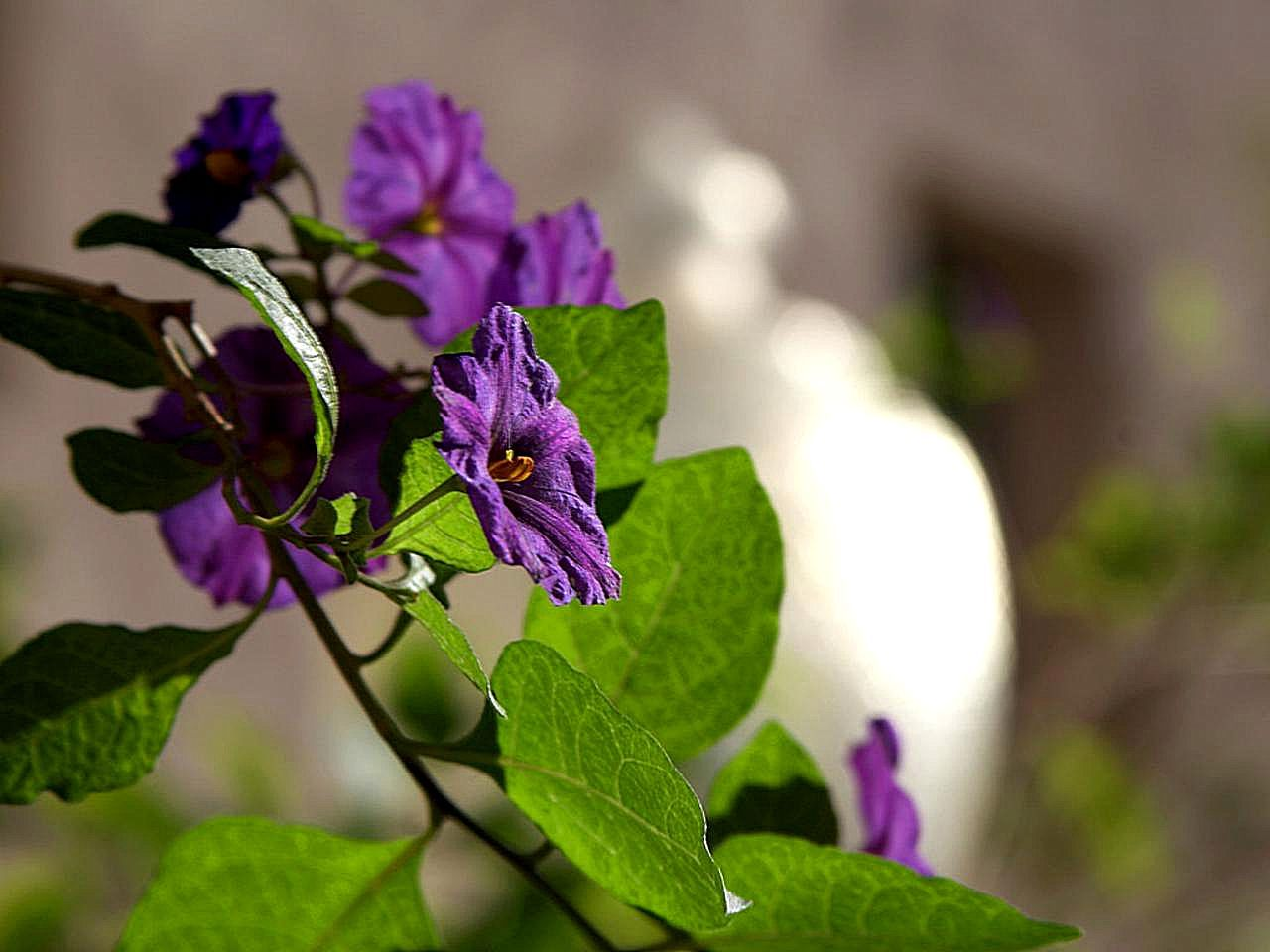
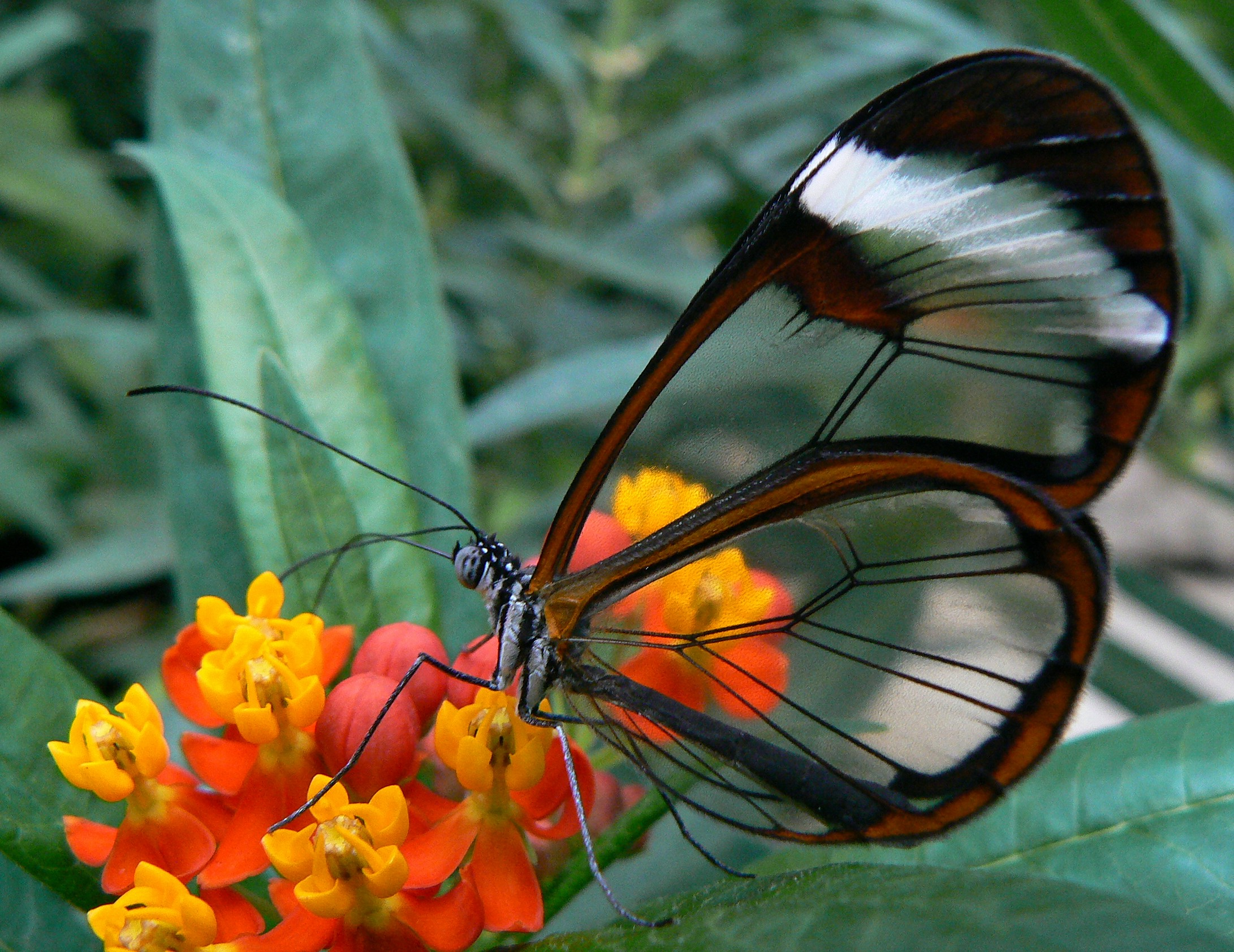
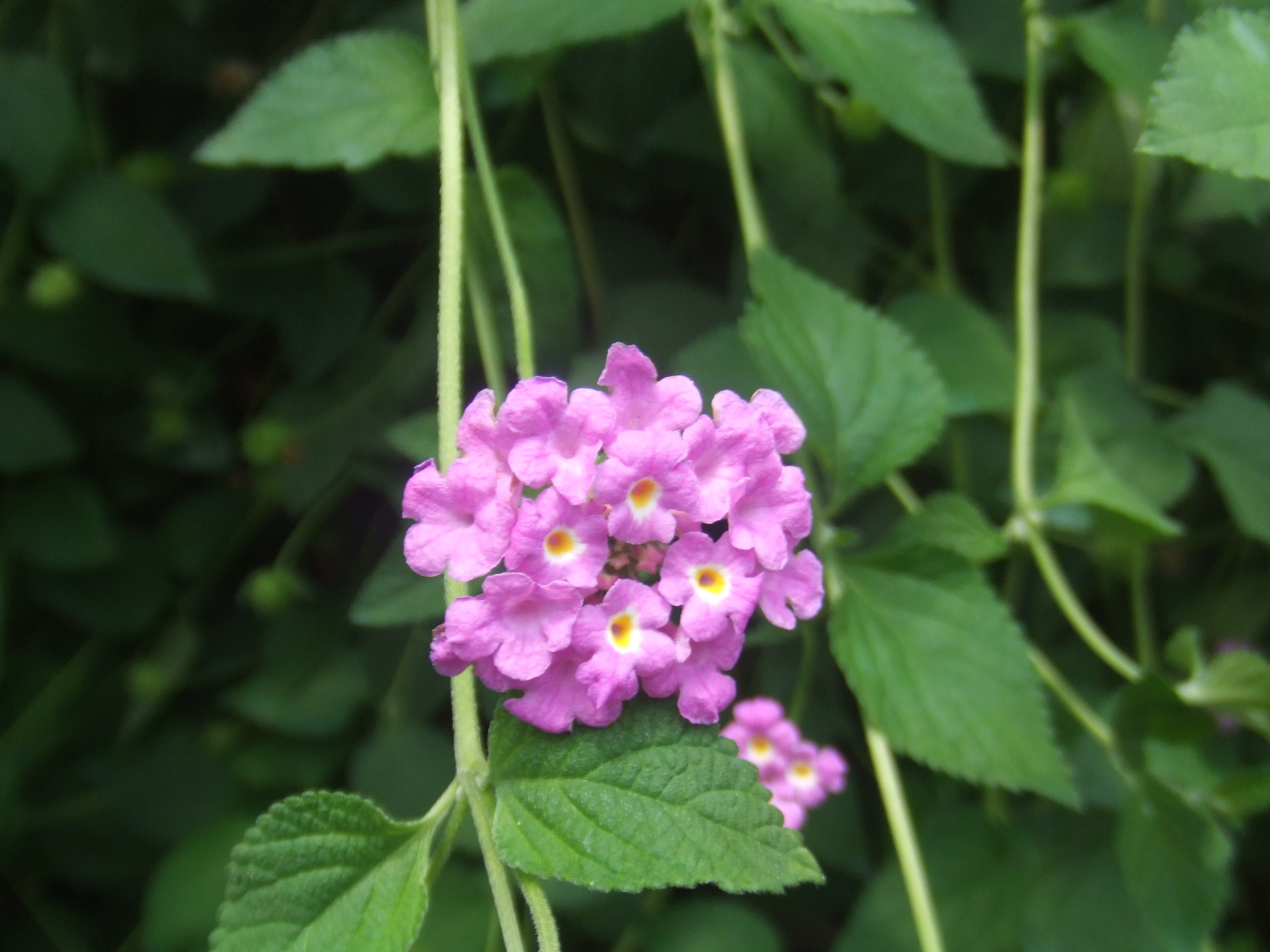